# Wolfgang Uebel
Wolfgang A. Uebel (* 21. November 1932 in Wohlhausen; † 22. November 2021) war Geigenbaumeister in der 10. Generation.
Darüber hinaus war er Gitarrenbaumeister und Erbauer diverser anderer Zupf- und Streichinstrumente sowie Restaurator historischer Instrumente. Die vogtländische Geigenbaufamilie Uebel lässt sich bis zum Geigenbauer Johann Christian Uebel (1710 bis 1782 in Markneukirchen/Klingenthal) zurückverfolgen. Wolfgang Uebel lebte seit 1964 in Celle.

## Beruflicher Werdegang
- Besuch der Fachschule für Geigenbau von 1947 bis 1951 in Markneukirchen. Gleichzeitig Lehre bei Heinrich Th. Heberlein jr. (Markneukirchen). 1 Jahr Gesellentätigkeit bei Arnold Voigt (Markneukirchen).
- 1952 Geselle bei Peter Harlan (Burg Sternberg). Dort Zusammenarbeit mit dem Musikwissenschaftler Prof. Dr. Dr. Erich Valentin aus Detmold/München.
- 1958 Restaurierung der Streichinstrumentensammlung Moeck in Celle.
- 1964 Eröffnung der eigenen Werkstatt in Celle.
- 1965 bis 1975 Zusammenarbeit mit dem Early Music Shop London.
- 1970 bis 1971 Restaurierungsarbeiten für das Victoria and Albert Museum in London und das Ashmolean Museum Oxford (The Hill Collection).
- 1973 Meisterprüfung in Nürnberg.
- Arbeiten für Goethe-Institute in 14 Ländern (Gambenkopien alter Meister).
- Arbeiten für das Rheinische Landesmuseum Bonn, 7 Nachbildungen historischer Instrumente.